# Ewoki

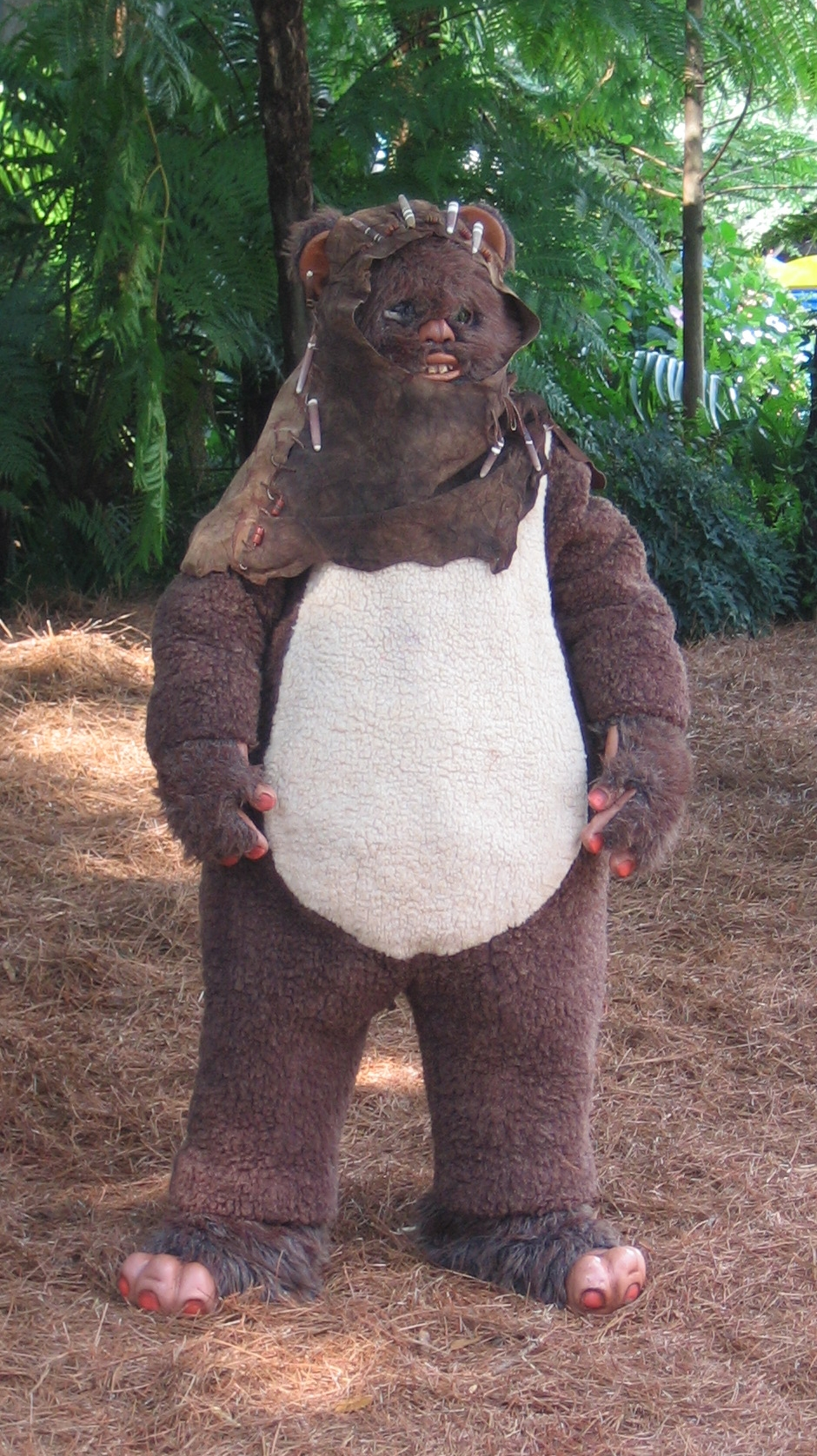
Cosplay Ewoka

Ewoki – inteligentna rasa z uniwersum Gwiezdnych wojen zamieszkująca księżyc planety Endor, porośnięty gęstym lasem.
Wyglądem przypominają małe niedźwiedzie stojące na dwóch łapach. Żyją w osadach znajdujących się na drzewach, budują domy z gliny, sitowia i drewna na wysokości ok. 30 metrów nad ziemią, cała osada połączona jest wiszącymi mostami, co ułatwia szybkie przemieszczanie się. Są myśliwymi. Ich broń to: dzidy, łuki, katapulty i lotnia, z której zrzucają kamienie.

## Rola w Gwiezdnych wojnach
Ewoki pojawiają się w filmie Gwiezdne wojny: część VI – Powrót Jedi. Ewoki doszły do wniosku, iż żołnierze Imperium zagrażają ich wioskom, zgodziły się pomóc rebeliantom zniszczyć drugą Gwiazdę Śmierci poprzez pokazanie im sekretnego wejścia do bazy Imperium, w której znajdował się generator tarcz chroniących Gwiazdę Śmierci. 
Charakterystyczną postacią wśród Ewoków jest Wicket, który zaprzyjaźnił się z Księżniczką Leią.
Ewoki są również bohaterami dwóch filmów telewizyjnych: Przygoda wśród Ewoków, Ewoki: Bitwa o Endor oraz serialu animowanego.
Ewoki wystąpiły także w grach komputerowych Lego Star Wars II: The Original Trilogy, Lego Star Wars: The Complete Saga, Star Wars Battlefront 2 oraz Star Wars: The Old Republic.

## Kultura i religia
Ewoki są istotami ciekawskimi, przyjaznymi i towarzyskimi. Wielką rolę w ich codziennym życiu odgrywa taniec i muzyka. Poprzez granie na wielkich bębnach porozumiewają się z innymi wioskami. Mimo skomplikowanych obyczajów są istotami prymitywnymi. Noszą kaptury zdobione kośćmi i piórami zwierząt.
Religia dla Ewoków jest bardzo ważna, a wioskowy szaman cieszy się szacunkiem nie mniejszym jak wódz. To właśnie szaman jest odpowiedzialny za interpretowanie różnych znaków, dzięki czemu może  wpłynąć na decyzje wodza.